# Johannes Frey (Theologe)

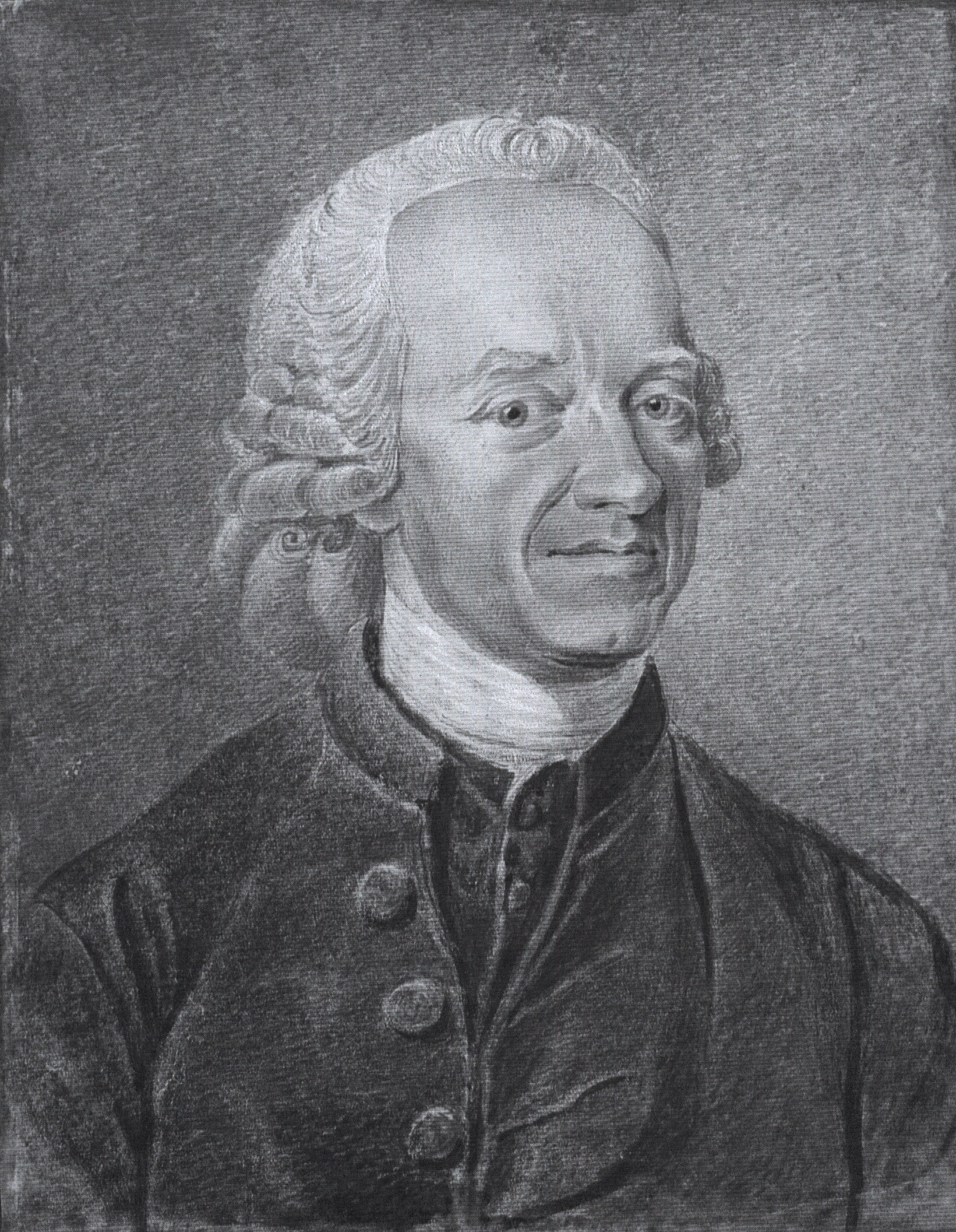
Johannes Frey (1793)

Johannes Frey (* 16. Juni 1743 in Basel; † 2. Oktober 1800 ebenda) war ein Schweizer reformierter Theologe, dem nach 27 Dienstjahren am Gymnasium die Lehrbefugnis entzogen wurde, weil er Schülern gegenüber Aussagen der Bibel bestritten hatte.

## Leben

### Vom Pietisten zum Aufklärer

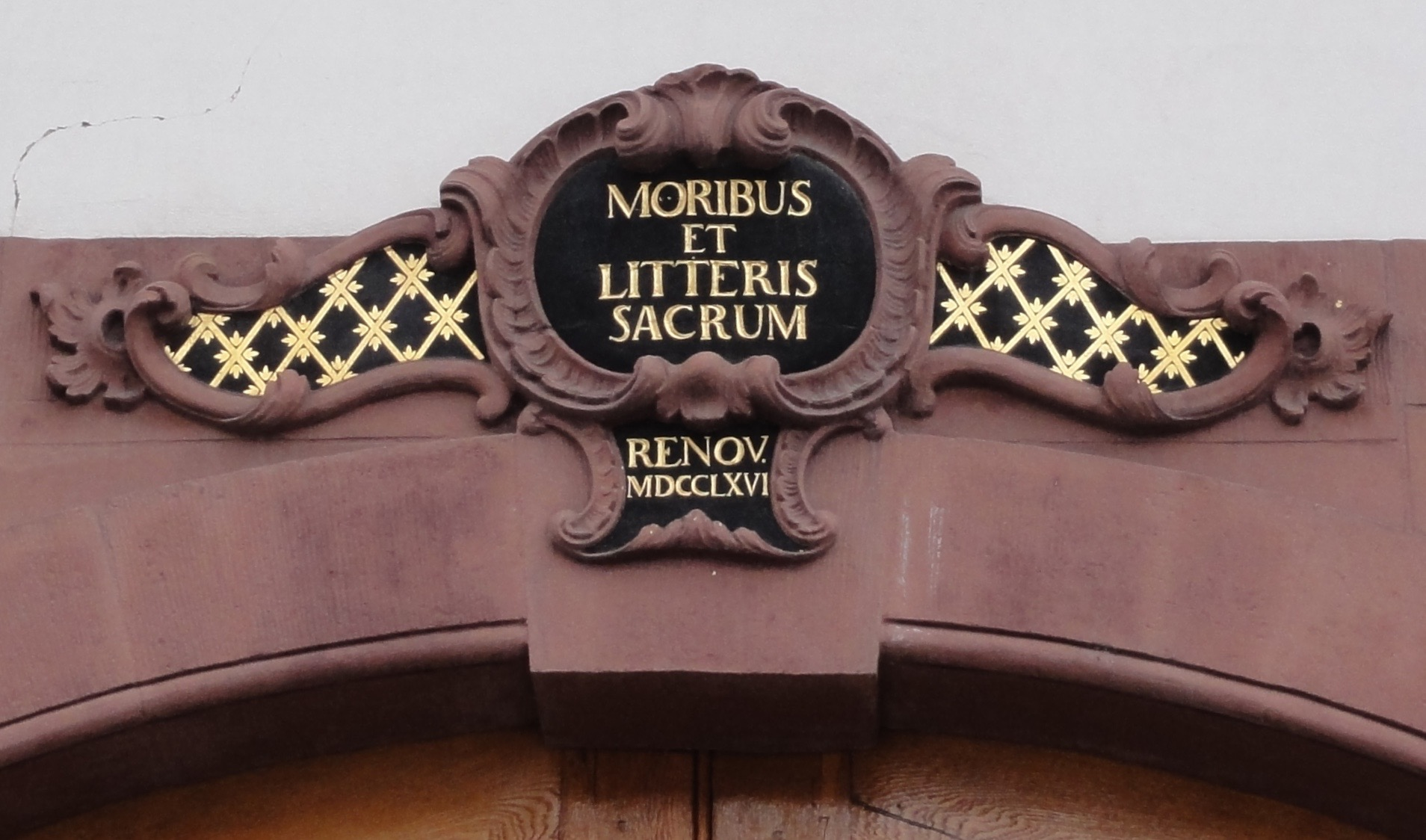
Der Charakterbildung
und der Gelehrsamkeit geweiht:
Sinnspruch über dem Eingang
des Gymnasiums am Münsterplatz

Er war das älteste Kind des Drechslers Johann Jakob Frey (1715–1788) und der Hebamme Maria Magdalena Pfaff (1720–1779). Das Theologiestudium verdiente er sich als Hauslehrer. Um Kollegiengelder zu sparen, lernte er autodidaktisch. 1764 bekehrte er sich zum Pietismus. 1766 wurde er wie später auch sein Bruder Martin (1751–1819) Pfarramtskandidat, doch erhielten die beiden nie eine Pfarrer- oder Professorenstelle. In der Folge schloss sich Frey dem Basler Ratsschreiber und Geschichtsphilosophen Isaak Iselin (1728–1782) an und wurde zum Anhänger der Aufklärung. 1769 veröffentlichte er den Versuch eines catechetischen Unterrichtes in der natürlichen Religion. 1771 folgte Unterricht in der geoffenbarten Religion. Darin schrieb er, die Grundsätze der Lehre Christi stimmten mit der natürlichen Religion überein. 1773 wurde er Lehrer der untersten Klasse (Sexta) am Gymnasium. 1774 heiratete er die Waise Anna Margaretha Faesch (1748–1807).
Frey gehörte zu den ersten Mitgliedern der von Iselin 1777 gegründeten Gesellschaft zu Beförderung und Aufmunterung des Guten und Gemeinnützigen. Er beantwortete zwei von dieser ausgeschriebene Preisfragen: Sein Aufsatz Ueber Armuth, Betteley und Wohlthätigkeit, in dem er auf Schattenseiten des Ancien Régime wie Zunftzwang und Ämterkauf hinwies, erhielt den ersten Preis. Ob auch seine Preisschrift zum Thema Kleidervorschriften gedruckt wurde, ist ungewiss. Im Nebenamt unterrichtete Frey Moral an der Näheschule für arme Mägdlein, welche die Aufmunterungsgesellschaft betrieb. Sein Austritt aus dieser (1780) ist wohl darauf zurückzuführen, dass er als Aufklärer aneckte und beim erkrankten Iselin keinen Rückhalt mehr fand. Nun gründete er eine private Ferienschule. Den unbemittelten unter den Schülern erliess er das Schulgeld.

### Erste Verurteilung
In seiner Anweisung zur Glückseligkeit nach der reinen Lehre Christi (1782) radikalisierte Frey die Glückseligkeitslehre des Christenthums von Gotthilf Samuel Steinbarth (1738–1809). Die Zensur untersagte den Druck der Schrift, doch konnte 1784 eine zweite Fassung unter dem Titel Allgemeine Glückseligkeitslehre erscheinen. Frey war vermutlich der Verfasser anonymer Briefe an die Bürgermeister und den Oberstzunftmeister von Basel, in denen 1786 eine „reine Vernunftreligion“ gefordert wurde. Die Natur, nicht die Bibel („eine Sammlung menschlicher Schriften“) lehre die Wahrheit; Erbsünde, Teufel und Hölle seien „Hirngespinste einfältiger Kirchenherren“. Mit dem verschollenen Aufsatz Vollständige Nachricht von dem Erziehungswesen in Basel gewann Frey den Preis, den Karl Viktor von Bonstetten (1745–1832) an der Jahresversammlung der Helvetischen Gesellschaft stiftete. Die Verleihung verzögerte sich aber bis 1788, weil Stadtschreiber Andreas Merian (1742–1811) und Dreierherr Johann Friedrich Münch (1729–1808) der Kommission der Gesellschaft vorstellten, „daß die Schrift alle Religion umstosse“. 1787 soll Frey seinen Schülern gesagt haben, „es seye kein Pfarrer, der nicht auf der Kanzel Lug und Trug vorgebe“. Im selben Jahr war er Gründungsmitglied der Allgemeinen Lesegesellschaft, die von Iselins Nachfolger Peter Ochs (1752–1821) geleitet wurde, und bald darauf deren Bibliothekar.

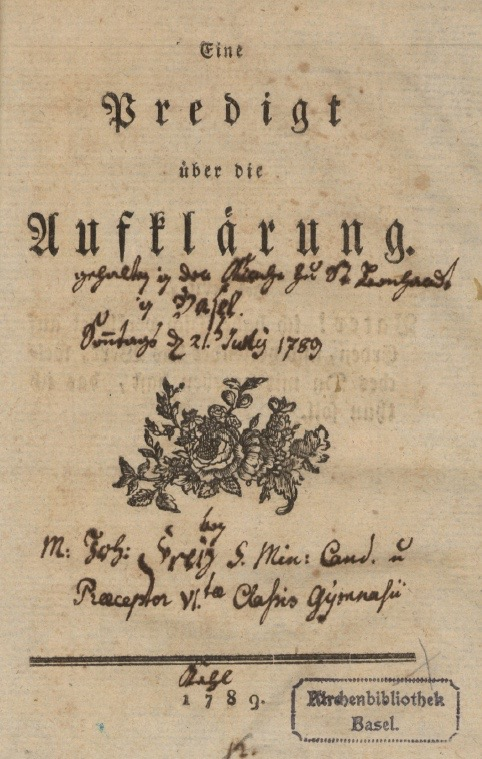
Freys Predigt über die Aufklärung (21. Juli 1789)

Neben seiner Lehrtätigkeit war Frey als Prediger tätig. Eine Woche nach dem Sturm auf die Bastille (14. Juli 1789) – die Französische Revolution hatte auch religiöse Wurzeln – hielt er eine Predigt über die Aufklärung. Darin bezeichnete er Jesus als Aufklärer und aufklärungsfeindliche Theologen als „geistliche Zwingherren“, die das Volk für dumm verkauften, um es beherrschen und ausbeuten zu können. In Missachtung einer Anordnung des Kirchenkonvents liess er die erwähnte Predigt drucken. Der Konvent verbot ihm darauf die Kanzel. In einer Auswahl der Lehren und Thaten Jesu (1790) stellte Frey Jesus erneut als Aufklärer dar. Kirchliche Vorgesetzte, Orthodoxe und Pietisten, die er mit den Hohepriestern, Schriftgelehrten und Pharisäern der Bibel gleichsetzte, liefen Sturm gegen die Schrift. Orchestriert zu haben scheint dies Pfarrer Johann Rudolf Burckhardt (1738–1820). Von Zürich aus leistete Johann Kaspar Lavater (1741–1801) den Protestierenden Schützenhilfe. Aufgrund eines Entscheids des Kleinen Rates durfte Frey nun auch keinen Religionsunterricht mehr erteilen. Als er erkrankte und zu Kreuze kroch, hob der Rat dieses Urteil 1791 wieder auf. Die inkriminierte Schrift aber liess er verbrennen.

### Zweite Verurteilung

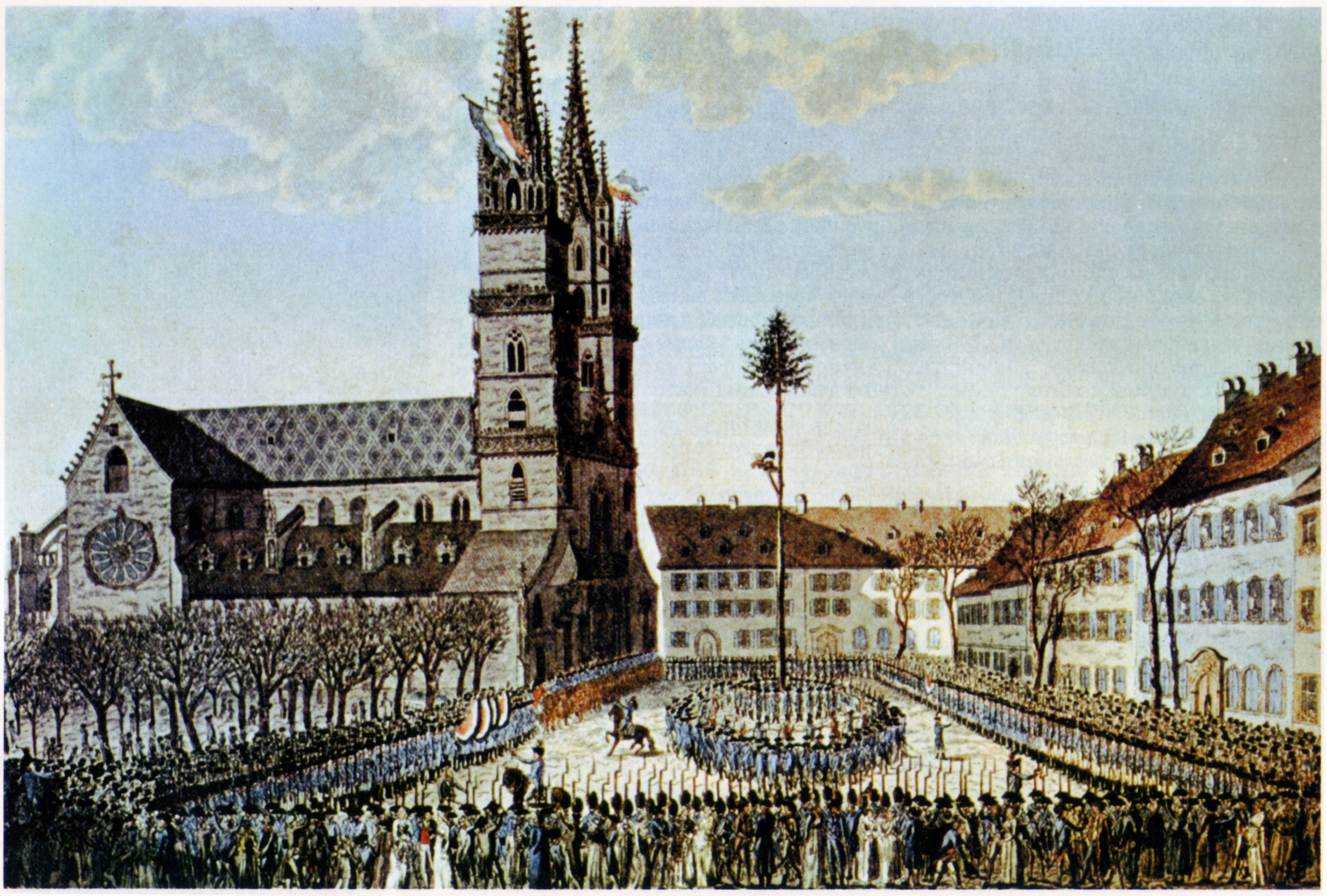
Freiheitsbaum auf dem Münsterplatz (22. Januar 1798)

Frey und sein Bruder Martin gehörten zu den Patrioten (vergleichbar den französischen Jakobinern), die sich ab 1797 im Rheineck-Kämmerlein versammelten. Als 1798 der Freiheitsbaum aufgepflanzt wurde, hielt Frau Freys Neffe Pfarrer Johann Jakob Faesch im Münster die Predigt. Freys erwähnter Bruder, von Beruf Privatlehrer, wurde in die provisorische Nationalversammlung des Kantons Basel gewählt und in deren Erziehungskomitee, den Vorläufer des Erziehungsrats. Frey veröffentlichte im Jahr der Helvetischen Revolution eine katechismusartige Weltgeschichte. Ende 1799 forderte er in einem Brief an den Minister der Wissenschaften und Künste der Helvetischen Republik, den früheren Theologieprofessor Philipp Albert Stapfer (1766–1840), die Trennung von Kirche und Staat, die Entfernung der Pfarrer aus dem Lehrkörper, die Abschaffung des Religionsunterrichts an öffentlichen Schulen und den Ersatz von Latein und Griechisch durch zeitgemässere Fächer.
Nachdem in der Helvetischen Republik die Republikaner (vergleichbar den französischen Girondisten) die Patrioten von der Macht geputscht hatten, beschwerten sich im Februar 1800 fünf Väter bei Johann Heinrich Wieland (1758–1838), der die Verwaltungskammer und den Erziehungsrat des Kantons Basel präsidierte. Sie beschuldigten Frey, sich in einer Geschichtsstunde mit einer fremden Klasse (Quarta) blasphemisch geäussert zu haben. Unter anderem habe er den Gymnasiasten gesagt, Bileams Esel habe nie gesprochen. Organisiert hatte die Beschwerde wohl wiederum Pfarrer Burckhardt. Die Verwaltungskammer entzog Frey darauf nach 27 Dienstjahren die Lehrerlaubnis und bürdete ihm zusätzlich die Besoldung eines Vikars auf. Der Gemassregelte wandte sich hilfesuchend an Stapfer. Obwohl dieser fand, Frey habe in einem „Anfall von Unvorsichtigkeit“ gehandelt, intervenierte er zu dessen Gunsten. Auf seinen Befehl veröffentlichte Basels öffentlicher Ankläger Johann Michael Gysendörfer (1766–1809) eine Verteidigungsschrift für den Verurteilten.

### Der Triumph der Esel

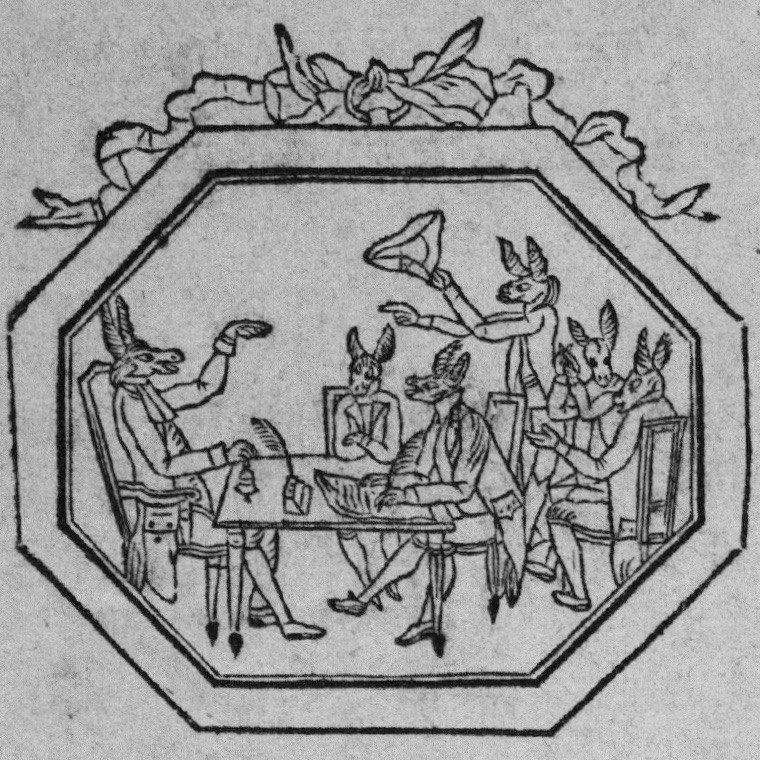
Le triomphe des ânes
sur le sens commun: Karikatur

Zuvor schon hatte ein Unbekannter den Fall Frey zum Gegenstand einer französischsprachigen Satire gemacht, die vom Organ der Republikaner als „geschmacklose Piece“ abgetan wurde. Ihr Titel lautet auf Deutsch: Der Triumph der Esel über den gesunden Menschenverstand oder Protokoll der wirklich ausserordentlichen Sitzung, die in Basel stattfand und an welcher der Bürger Johannes F., öffentlicher Lehrer, verurteilt wurde, weil er siebenjährigen Kindern zu sagen gewagt hatte, Bileams Esel habe nie gesprochen. Auf dem Titelblatt ist eine Sitzung langohriger Richter dargestellt. In der Schrift heisst es, in Basel habe sich ein theologischer Kongress von Eseln versammelt und als oberstes Inquisitionsgericht konstituiert, um Undefinierbares zu definieren, Klares zu verunklären, Unnützes zu empfehlen und kompletten Blödsinn für erhaben zu erklären. Indem die Esel den Angeklagten zur Kreuzigung verurteilen wollen, stellen sie ihn Jesus gleich.  Ein Arzt, der Diafoirus heisst wie der Scharlatan in Molières Eingebildetem Kranken, anerbietet sich, die Feinde der Esel mit Gift zu beseitigen. Der Theologe Théocroque empfiehlt, stattdessen die öffentliche Meinung zu vergiften. Wieland tritt als Biturix (Girondist) auf, der dem Eselskongress präsidiert und das Verdammungsurteil gegen Frey unterzeichnet. Der Druckort Basel erscheint als Onopolis (Eselstadt), der Drucker als Martin-Bâton (Eseltreiber).

### Opfer eines Giftanschlags?

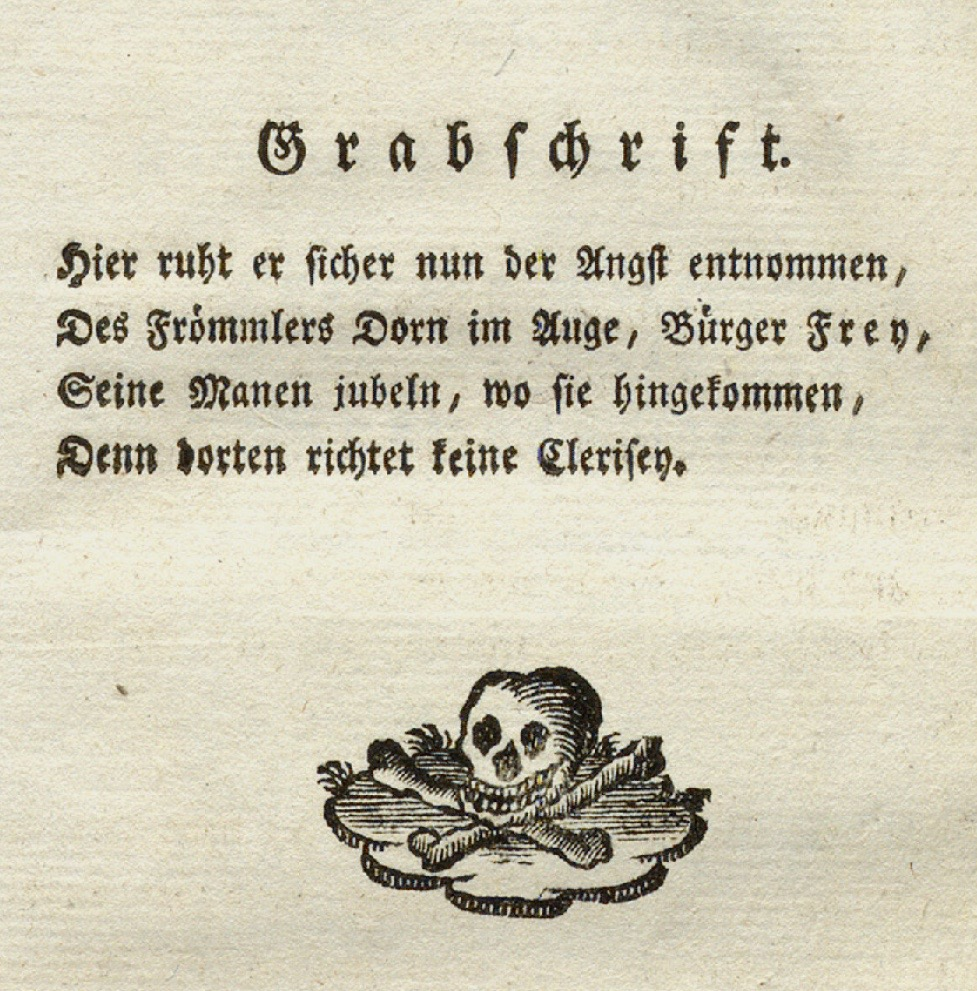
Johannes Merian: Grabschrift
für seinen Freund Frey

Wieland wäre gerne Regierungsstatthalter des Kantons Basel geworden. Doch sein Vorgehen gegen Frey hatte ihn diskreditiert, weshalb an seiner Stelle der Schriftsteller Heinrich Zschokke (1771–1848) ernannt wurde. Frey sammelte Material für ein Buch über Ketzerprozesse, die in Basel im 18. Jahrhundert stattgefunden hatten. Da starb er innerhalb von neun Tagen an „Verstopfung im Unterleib – vielleicht Verwicklung der Gedärme“. Basels Patrioten trugen ihn wie einen Märtyrer zu Grabe. Auf dem Sarg lag eine Bürgerkrone. Nach der Beerdigung schrieb Freys Freund Johannes Merian (1772–1805) seinem Vater: „Auch Licentiat Gysendörfer ist tödlich krank und leidet wie Frey an Verstopfung; stirbt auch der, so wird’s heissen, das sei eine Strafe Gottes.“ Die gleichzeitige Erkrankung Freys und seines Verteidigers lässt unwillkürlich an die Gestalt des Diafoirus im Triumph der Esel denken, doch ist damit natürlich nichts bewiesen.

### Posthume Rehabilitierung
Auf Antrag von Stapfers Nachfolger Johann Melchior Mohr (1762–1846) annullierte der Vollziehungsrat der Helvetischen Republik Anfang 1801 die Entlassung Freys. Auch verfügte er: „Der Verwaltungs-Kammer und dem Erziehungsrathe von Basel, die bey der Prozedur in diesem Geschäfte auffallende Unregelmäßigkeiten begangen haben, soll das Missfallen der Regierung auf das ernstlichste bezeigt werden.“ Darauf legte Wieland das Präsidium des Erziehungsrats nieder.
Die Gegner der Helvetischen Revolution setzten generell die Religion als Waffe ein. Andere Opfer von Ketzerverfolgung waren ihres Deismus wegen die Pestalozzianer Kaspar David Hardmeyer (1772–1832) und Andreas Moser (1766–1806). Hardmeyer wurde im Jahr 1800 zum Ausscheiden aus dem zürcherischen Kirchendienst gezwungen, Kantonsschullehrer Moser im Vorfeld des Stecklikriegs (1802) unter Todesdrohungen aus Aarau vertrieben. Ihre Gegenspieler, die Pfarrer Johann Jakob Schweizer (1771–1843) und Johann Jakob Pfleger (1746–1819), waren wie Burckhardt Aristokraten (Reaktionäre).

## Schriften
- Quædam observationes de eloquentia sacra (…) Basileæ 1766.
- Miscellaneæ in scriptorum græcorum nonnullos observationes (…) Basileæ 1768.
- Versuch eines catechetischen Unterrichtes in der natürlichen Religion für ein zum Nachdenken fähiges Alter. Basel 1769.
- Unterricht in der geoffenbarten Religion (…) Basel 1771.
- Bericht des moralischen Lehrers der Näheschule in der Mehrern Stadt. In: Geschichte der Gesellschaft zu Beförderung und Aufmunterung des Guten und Gemeinnützigen Basel. Erste Dekade von 1777–1786. Fortsetzung der Geschichte der aufmunternden Gesellschaft durch das Jahr 1780. Basel 1780, S. 12–15.
- Freimütige Gedanken zur Beantwortung der Fragen (…) In: Ueber Armuth, Betteley und Wohlthätigkeit. Sammlung einiger bey der Aufmunterungsgesellschaft in Basel, im Jahre 1779, eingekommener Schriften, Basel 1780, S. 1–38.
- Allgemeine Glückseligkeitslehre. Basel 1784.
- Philosophie eines Mannes. Ein Gegenstück zur Philosophie eines Weibes.[30] Von einem Beobachter. Basel 1785. (Mit Ausnahme des Titelblatts verschollen.)
- Eine Predigt über die Aufklärung. (Basel) 1789. (Gehalten zu St. Leonhard, 21. Juli 1789.)
- Auswahl der Lehren und Thaten Jesu. Basel 1790.
- Allgemeine Völkergeschichte. Lehrbuch für Knaben von 7–9 Jahren. Basel 1798. (Bibliothèque de l’Université de Genève, Uni Bastions, SHAG S 27/2.)
- An die Eltern meiner Schüler! Basel (1800). (Staatsarchiv Basel-Stadt, Kirchenarchiv N 25.)
- Lehrbuch der Geographie. Umgearbeitet und verbessert durch Joh. Heinrich Kölner. Basel 1802.